# Empresa maquiladora
Uma empresa maquiladora é uma empresa que importa materiais sem o pagamento de taxas, sendo seu produto especifico e que não será comercializada no país onde está sendo produzido. O termo originou-se no México, país onde o fenômeno de empresas maquiladoras está amplamente difundido. Em março de 2006 mais de 1 300 000 de pessoas trabalhavam em fábricas maquiladoras.

O termo empresa maquiladora (do espanhol maquiladora) refere-se à prática de moer o trigo em moinho de vento, pagando ao moinho com uma parte da farinha produzida. Também ocorreu com a forma tradicional de produção de açúcar nos engenhos das Antilhas.

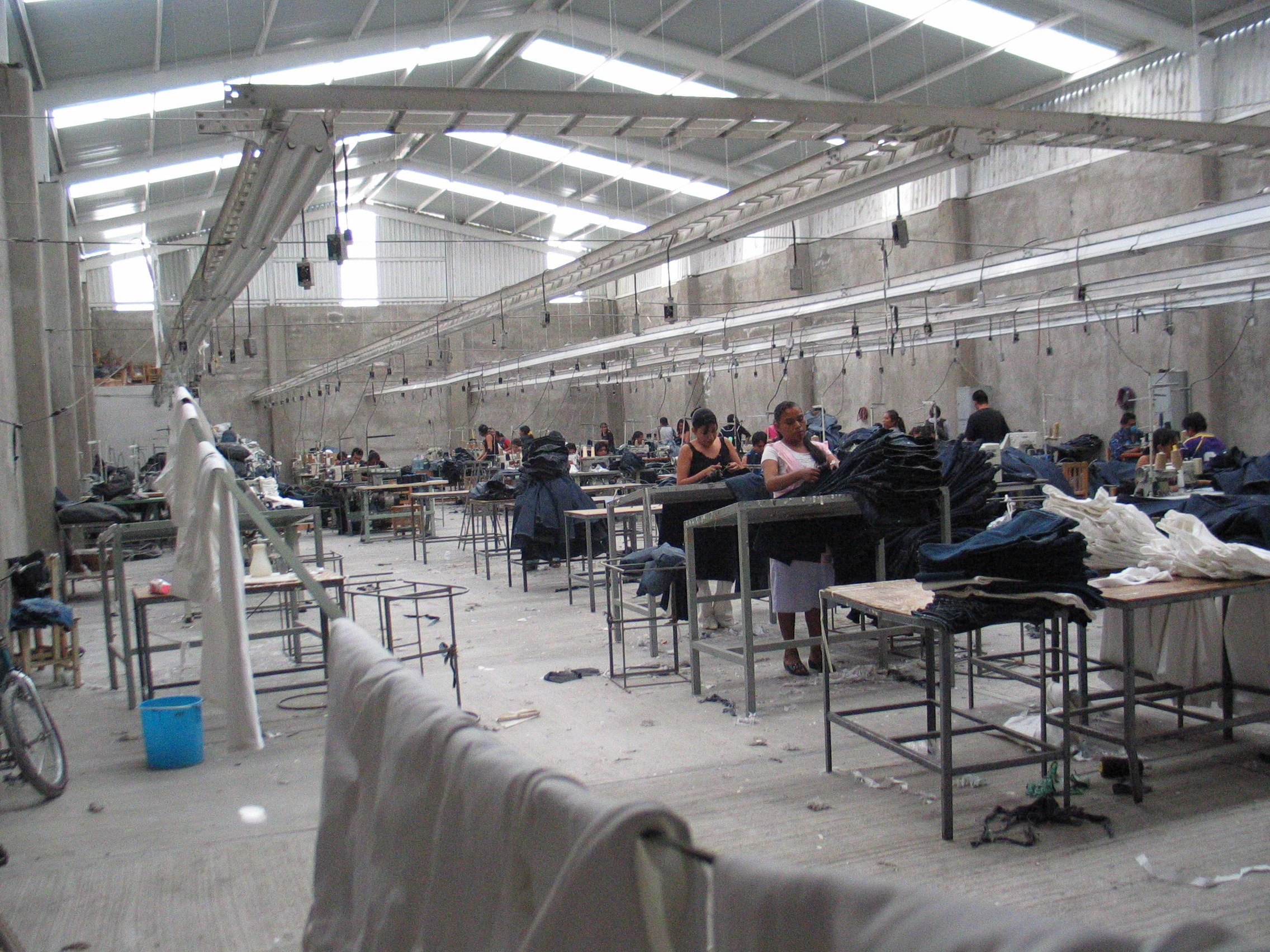
Uma empresa maquiladora no México

Existem diversas regiões maquiladoras no mundo como por exemplo, Paraguai, sendo a mais conhecida e importante a da região do México, Canadá e Estados Unidos. A região conhecida como novos tigres asiáticos, formada por Filipinas, Indonésia, Vietnã, Tailândia e Malásia, também pode ser considerada uma região maquiladora. Uma característica em comum dessas regiões é a intensa exploração da mão de obra barata.

## Notícias
- «Article on worker-run maquiladora in El Salvador»

## Vídeos
- Campbell, Monica. Maquiladoras: Rethinking NAFTA. PBS, 2002.
- The Human Race: Escaping From History. dir. Josh Freed. Green Lion Productions Inc., videocassette, 1994.